# Widdringtonia wallichii
Widdringtonia wallichii là một loài thực vật hạt trần trong họ Cupressaceae. Loài này được Endl. ex Carrière mô tả khoa học đầu tiên năm 1867.